# Christopher Prout
Christopher Prout (n. 1 ianuarie 1942 - d. 12 iulie 2009), a fost un om politic britanic, membru al Parlamentului European în perioadele 1979-1984, 1984-1989 și 1989-1994 din partea Regatului Unit. 
1. 1 2  Christopher James Proust, Baron Kingsland, The Peerage, accesat în 9 octombrie 2017
2. ↑   http://www.telegraph.co.uk/news/newstopics/politics/conservative/5813447/Tory-peer-Lord-Kingsland-dies-aged-67.html Lipsește sau este vid: |title= (ajutor)
3. 1 2  The Peerage
4. 1 2  Deputații în Parlamentul European